# Jupiter (radar)
Pour les articles homonymes, voir Jupiter.
Les Jupiter sont une série de radars navals de surveillance aérienne conçus par la Compagnie française pour l'exploitation des procédés Thomson Houston (CFTH), Thomson-CSF puis Thales et déployés par la Marine nationale française à partir de 1961. Ils sont issus du radar DRBV-22 et connaissent sept variantes et dérivés.

## Origines

### DRBV-22
Le radar Thomson DRBV-22 (Détection Radioélectrique emBarquée de Veille) est développé au début des années 1950 sur les bases techniques du modèle SPS-6B utilisé par l'United States Navy. Remplaçant le DRBV-20, il connaît deux évolutions principales, la série DRBV-22A puis les DRBV-22C/D/E.

#### DRBV-22A
La version -22A émet en bande L (D), est dotée d'une antenne grillagée de forme pentagonale et constitue le radar de surveillance aérienne le plus répandu dans la marine nationale française durant les décennies 1960 et 1970.
Caractéristiques techniques
| Caractéristiques | Données |
| ---------------- | ------- |
| RPM              | 6 / 12  |
| Portée           | 130 km  |
| Puissance crête  | 400 kW  |

Ce radar est mis en service en 1956 et installé à la construction ou au cours d'une refonte sur plusieurs classes de navires dont quarante-deux unités sont recensées ci-dessous :
- Le croiseur De Grasse (C 610) reçoit un DRBV-22A en refonte en 1956[4].

- Les escorteurs rapides[5]:

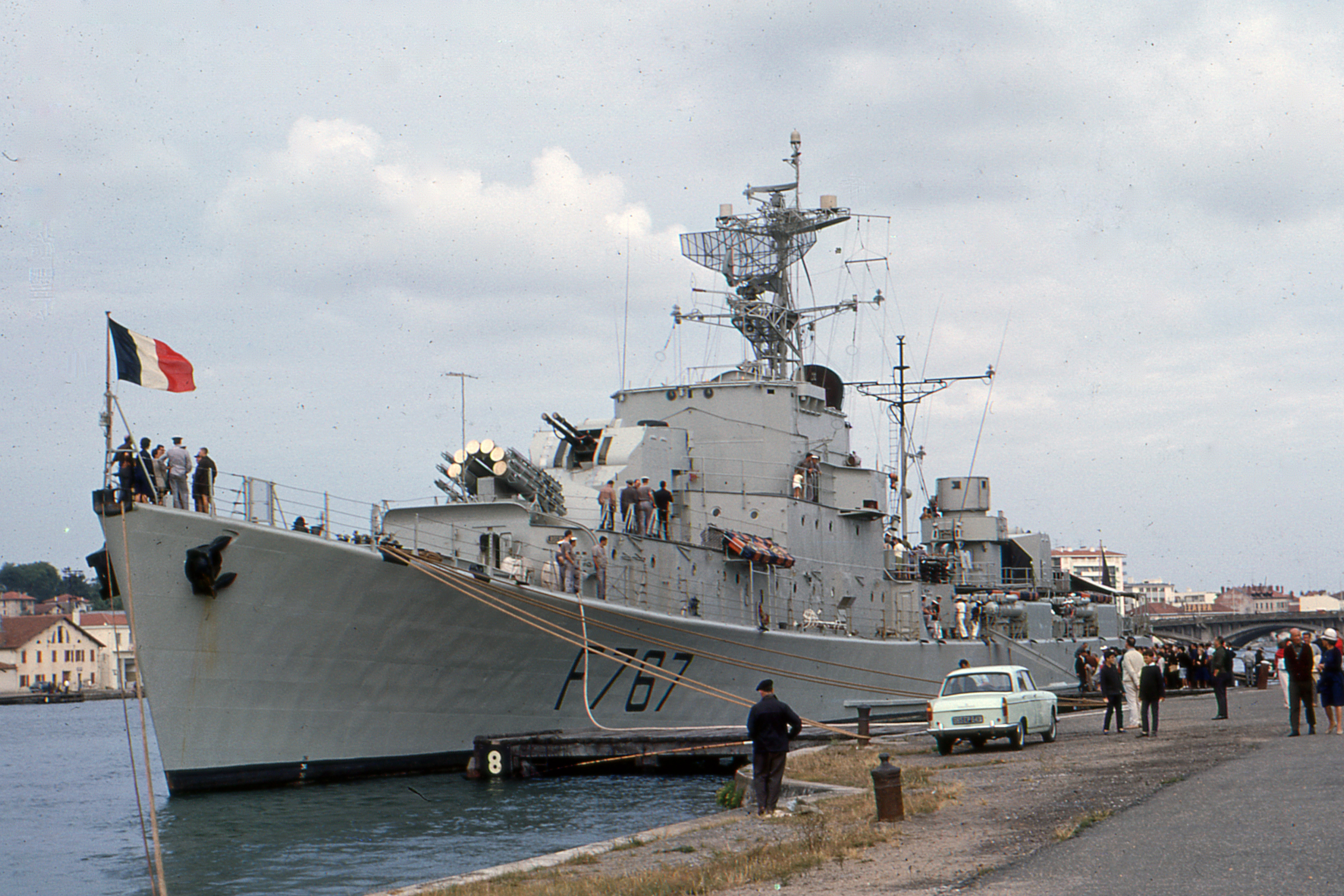
Radar DRBV-22A de l'escorteur rapide Le Gascon

  - Le type E50 : le navire Le Brestois (F 762) est équipé de ce modèle en refonte avec une modification de la mature.
  - le type E 52 : les quatre dernières unités de cette sous-classe sont dotées d'origine du radar, soit à partir du Le Breton (F 772) en 1957, suivi du Le Basque (F 773), L'Agenais (F 774) et Le Béarnais (F 775). Les sept premières unités sont modifiées en refonte au cours des années 1960, les Le Normand (F 765), Le Picard (F 766), Le Gascon (F 767), Le Lorrain (F 768), Le Bourguignon (F 769), Le Champenois (F 770) et Le Savoyard (F 771).
  - le type E 52B : les trois unités de cette sous-classe les reçoivent d'origine, L'Alsacien (F 776), Le Provencal (F 777) et Le Vendéen (F 778).

- Les escorteurs d'escadre[3]

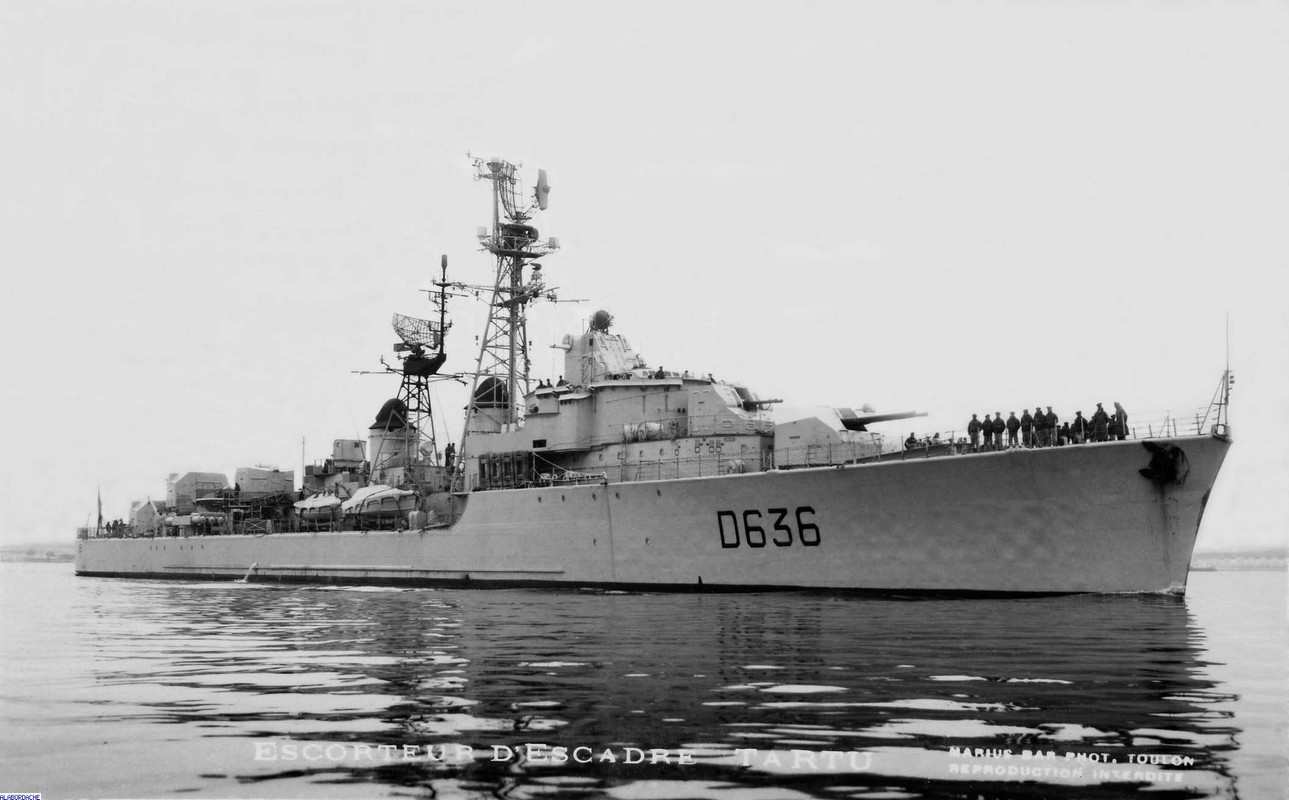
Radar DRBV-22A de l'escorteur d'Escadre Tartu

  - Les escorteurs d'escadre classe T 47 Dupetit-Thouars (D 625)[6] et Du Chayla (D 630)[7] perçoivent en 1963-1964 un radar DRBV-22A au cours de leur refonte d'adaptation aux missiles RIM-24 Tartar.
  - Les cinq escorteurs d'escadre classe T 53 sont équipés à leur construction de ce modèle, le Duperré (D 633)[8], La Bourdonnais (D 634)[9], le Forbin (D 635)[10], le Tartu (D 636)[11] et le Jauréguiberry (D 637)[12].
  - L'escorteur d'escadre classe T56 La Galissonnière (D638) en est doté à sa construction[13].

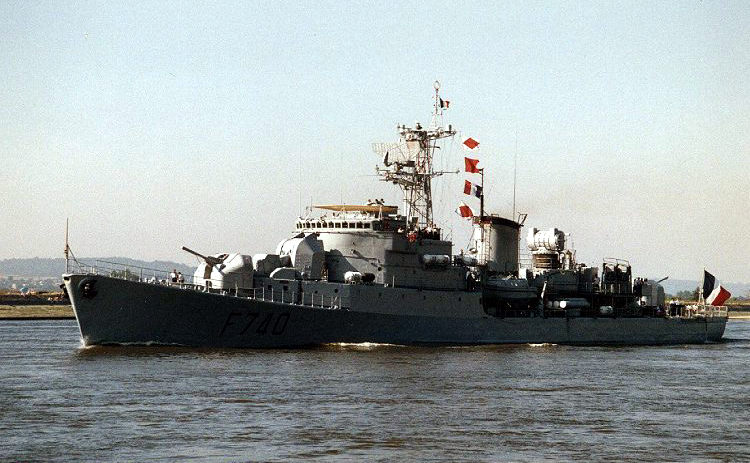
Radar DRBV-22A de l'aviso-escorteur Commandant Bourdais

- Les aviso-escorteurs sont équipés d'un DRBV-22A à la construction :
  - La classe Commandant Rivière[14] de la Marine nationale à partir de 1962 avec les neuf unités Victor Schœlcher (F725), Commandant Bory (F726), Amiral Charner (F727), Doudart de Lagrée (F728), Balny (F729), Commandant Rivière (F733), Commandant Bourdais (F740), Protet (F748) et Enseigne de vaisseau Henry (F749).
  - La classe Comandante João Belo[15] de la Marine portugaise à partir de 1967 avec les quatre unités Comandante João Belo (F 480), Comandante Hermenegildo Capelo (F 481), Comandante Roberto Ivens (F 482) et Comandante Sacadura Cabral (F 483).
- La classe Oslo de la marine norvégienne reçoivent ce modèle à partir de 1967[16], avec les cinq navires Oslo (F 300), Bergen (F 301), Trondheim (F 302), Stavanger (F 304) et Narvik (F 305).
- Le porte-avions Arromanches (R95) est modernisé en 1969 et perçoit à ce moment un DRBV-22A[17].
- La corvette Aconit (D609) en est dotée en 1970[18].

#### DRBV-22C/D/E

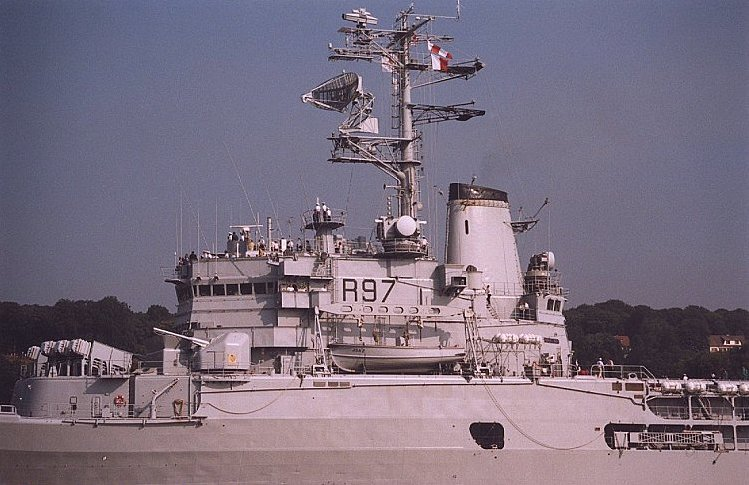
Radar DRBV-22D du croiseur porte-hélicoptère Jeanne d'Arc

Les versions -22C, -22D et -22E sont modifiées par l'addition d'une antenne elliptique stabilisée et d'un émetteur plus puissant, avec une portée de 220 km. Produites à peu d'exemplaires, elles sont mises en service à partir de 1958 et servent de banc d'essai pour la série des radars DRBV-23.
Quatre navires sont équipés :
- Le navire expérimental l'Île d'Oléron (A610) en 1958 avec un DRBV-22C[19].
- Le croiseur porte-hélicoptère Jeanne d’Arc (R 99) en 1964[20] et le bâtiment d'essais et mesure Henri Poincaré (A603) en 1968[21],[22] reçoivent un DRBV-22D.
- Le bâtiment de soutien santé Rance (A618) en 1965 avec un DRBV-22E[23].

## Les radars Jupiter

### DRBV-23

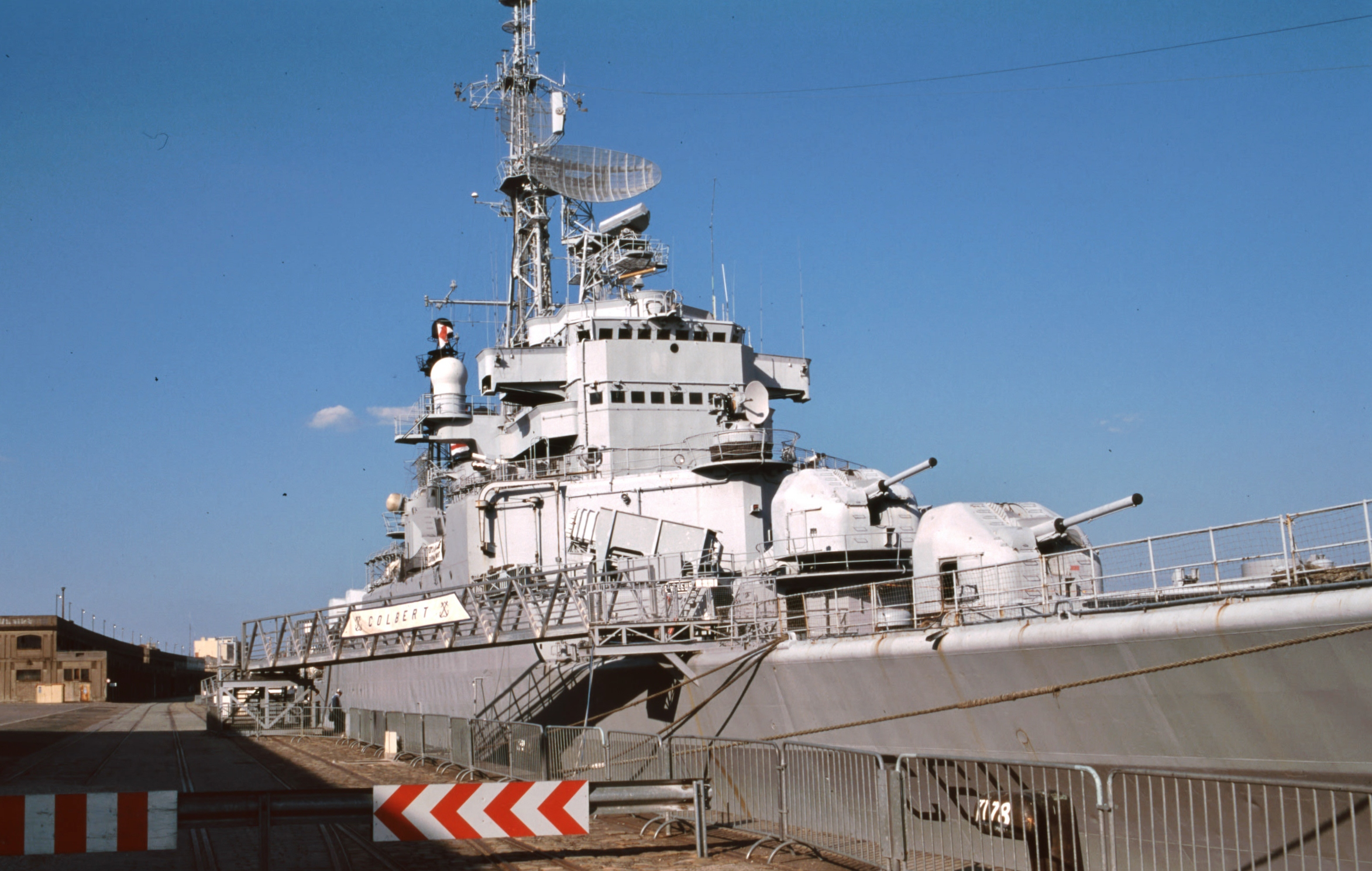
Radar DRBV-23C du croiseur anti-aérien Colbert

Le radar Thomson Jupiter/DRBV-23/THD-1077 dérive des dernières versions du DRBV-22. Ce nouveau modèle est baptisé Jupiter. Son antenne de forme elliptique et stabilisée est équipée d'un émetteur  en bande L (D) de plus forte puissance, ce qui engendre une portée de 300 km.
Caractéristiques techniques
| Caractéristiques                             | Données                  |
| -------------------------------------------- | ------------------------ |
| Fréquence de répétition des impulsions radar | 450 pps (600 or 200 pps) |
| Faisceau                                     | X° (2,5), Y° (50)        |
| Longueur d'impulsion                         | 2,5 microsecondes        |
| RPM                                          | 7,5 / 15                 |
| Portée                                       | ~ 300 km                 |
| Puissance crête                              | 2 000 kW                 |
| Gain                                         | 26 dB                    |
| Dimensions                                   | 7,5 m par 3 m            |

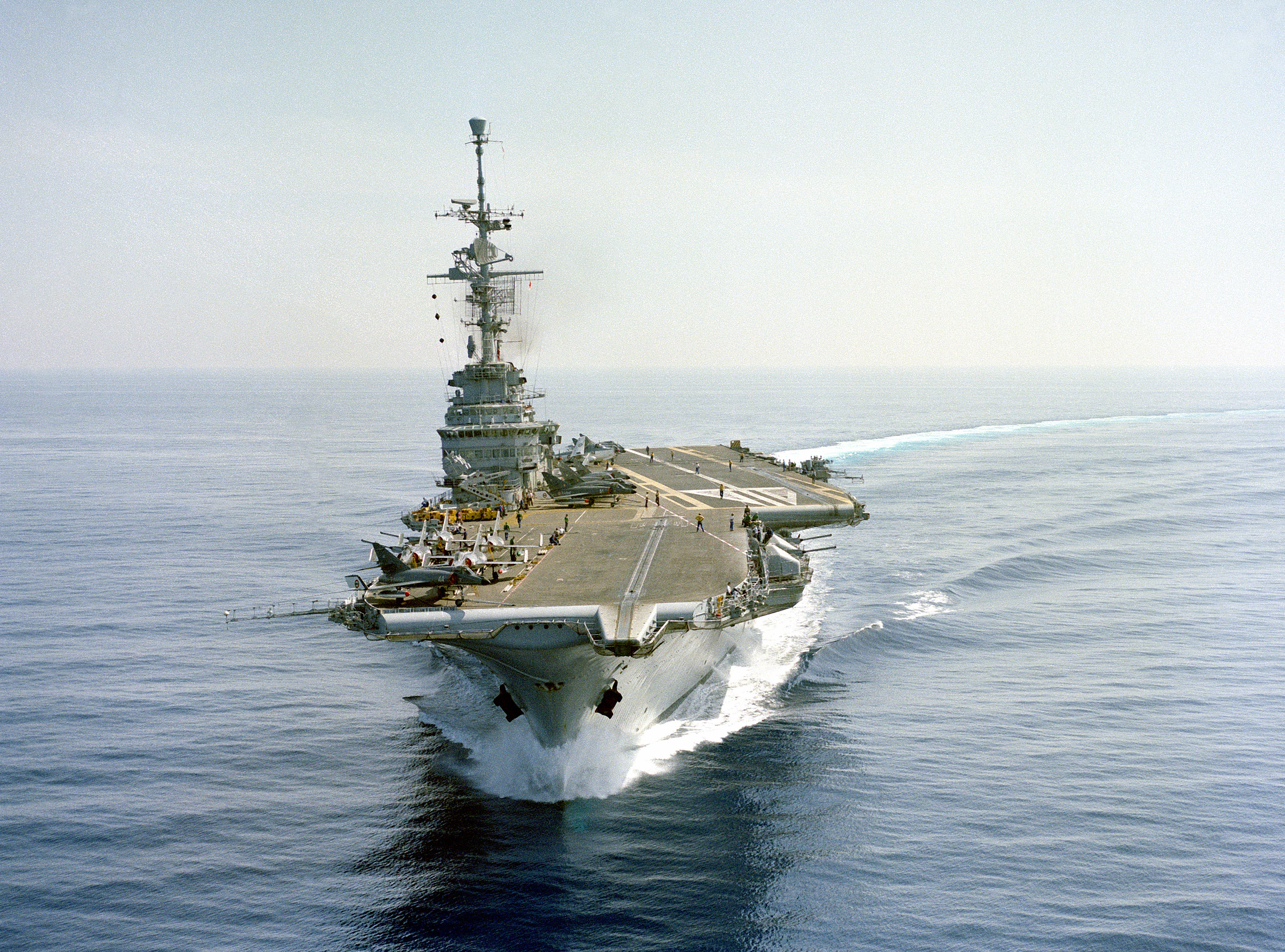
Radar DRBV-23B du porte-avions Foch

Il est déployé sur les plus importantes unités de surface de la Marine nationale française.

#### DRBV-23B
Ce modèle dans sa variante DRBV-23B est mis en service en 1961 sur le porte-avions Clemenceau (R98), puis en 1963 sur son sister-ship, le Foch (R99).

#### DRBV-23C
Les croiseurs anti-aériens De Grasse (C610) en 1966 et le Colbert (C611) en 1972 sont équipés d'un radar DRBV 23C en remplacement d'un DRBV-22A dans le cadre de travaux de modernisation.

### DRBV-26A

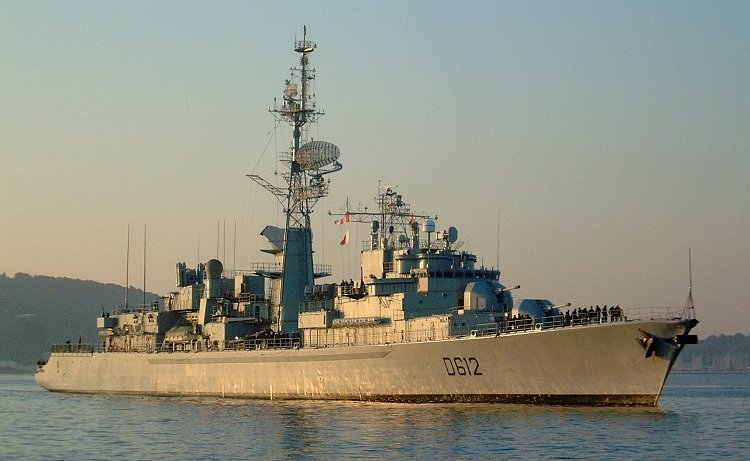
Radar DRBV-26A de la frégate De Grasse

Le radar Thomson-CSF Jupiter II / DRBV-26A / TRS-3010 commence son développement en 1972 sur la base du DRBV-23. Une plus grande fiabilité de fonctionnement et une meilleure résistance aux contre-mesures sont recherchées. Ce radar cohérent reçoit un émetteur à tube à ondes progressives, et des modes CFAR et MTI.
Caractéristiques techniques 
| Caractéristiques                             | Données            |
| -------------------------------------------- | ------------------ |
| Fréquence de répétition des impulsions radar | 450 pp             |
| Faisceau                                     | X° (2,5), Y° (50)  |
| Longueur d'impulsion                         | 2,5 microsecondes  |
| RPM                                          | 7,5 / 15           |
| Portée                                       | 280 km             |
| Puissance crête                              | 2 000 kW           |
| Gain                                         | 29 dB              |
| Dimensions                                   | 7,535 m par 3,05 m |
| Masse                                        | 1 450 kg,          |

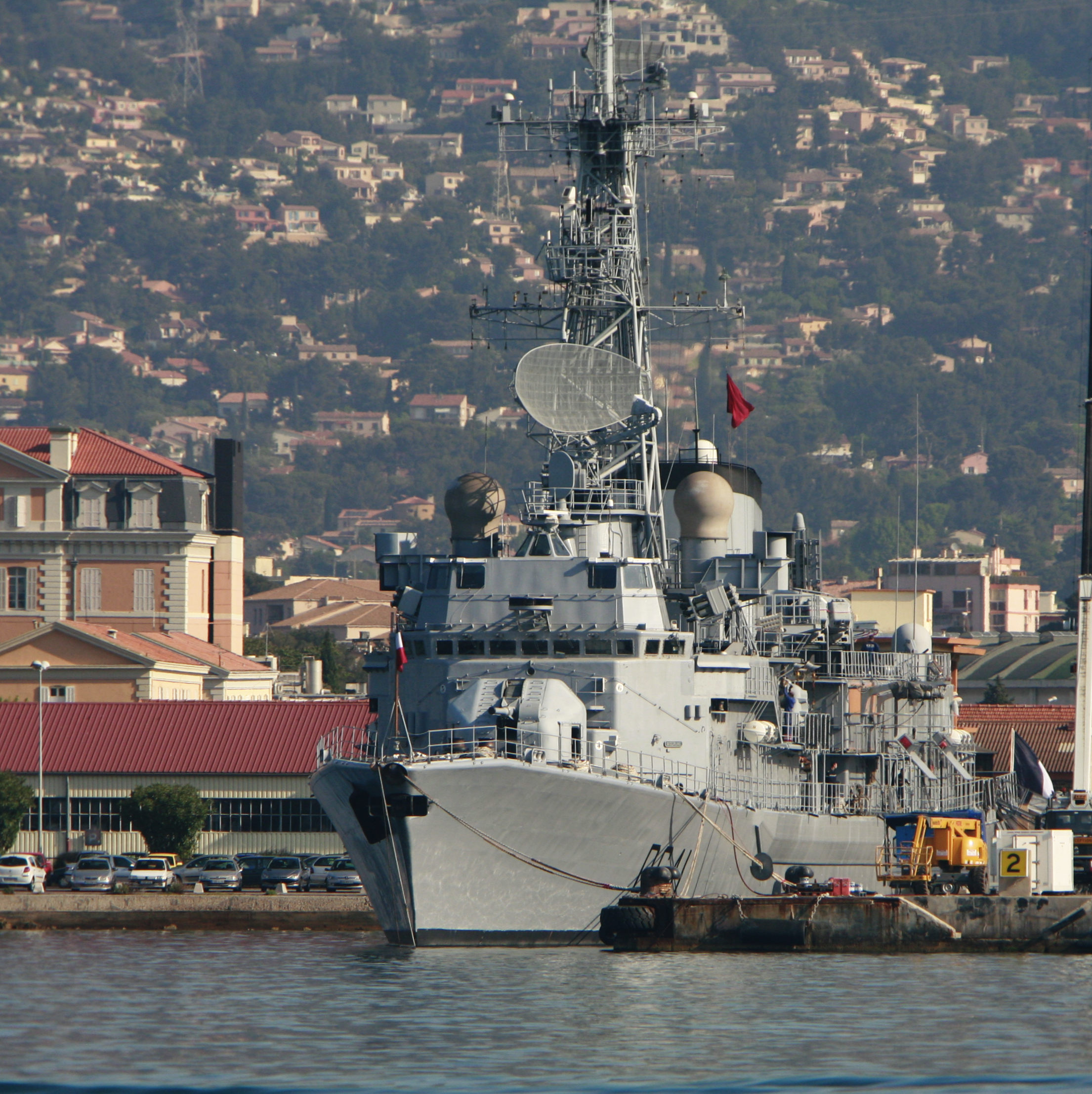
Radar DRBV-26A de la frégate Dupleix

Deux classes de navires de la Marine nationale française sont équipées :
- La Classe Tourville[32]
  - Le Tourville (D610)
  - Le Duguay-Trouin (D611)
  - Le De Grasse (D612)
- La Classe Georges Leygues en 1979[33]
  - Le Georges Leygues (D640)
  - Le Dupleix (D641)
  - Le Montcalm (D642)
  - Le Jean de Vienne (D643)

### DRBV-26C

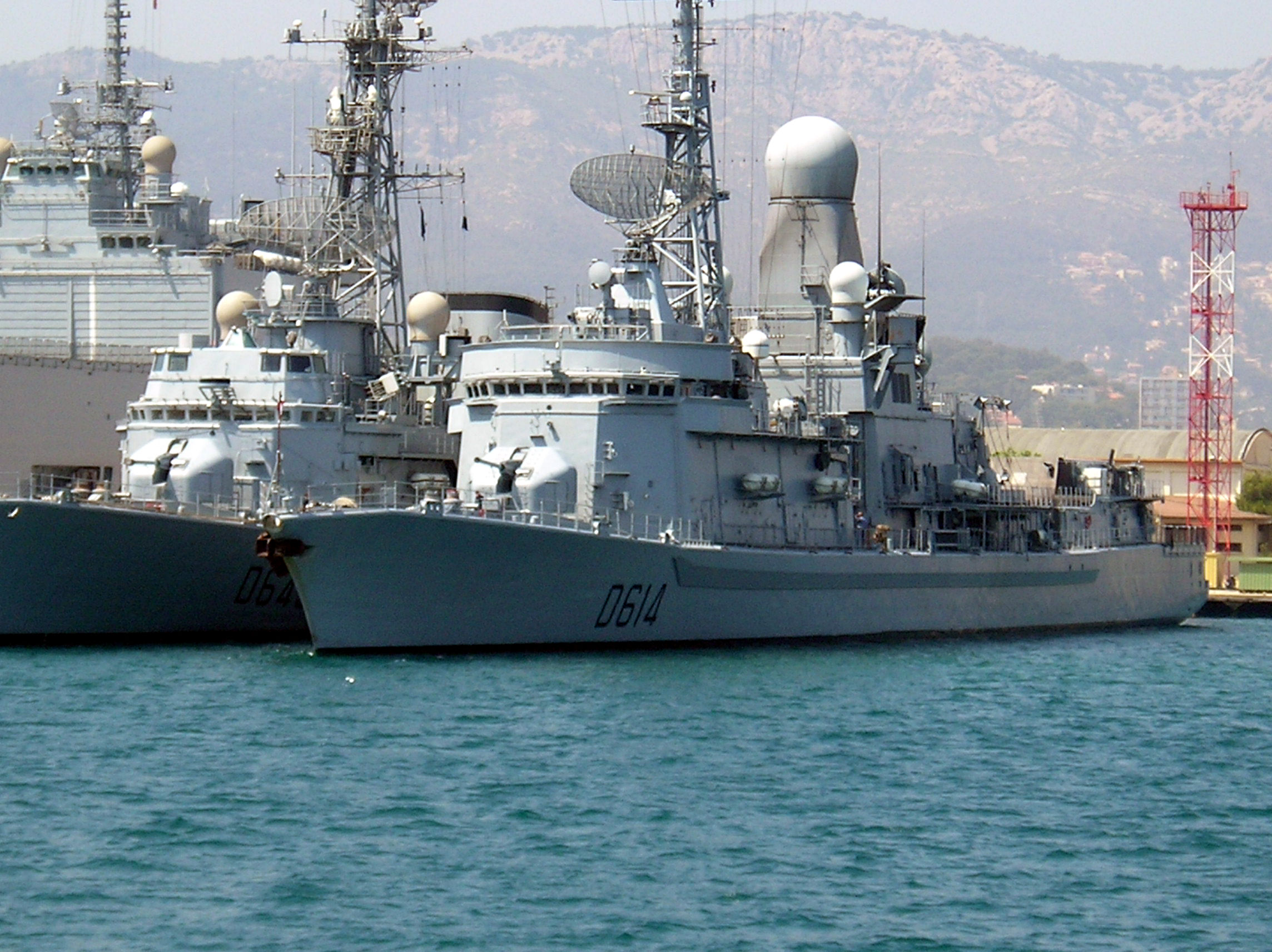
Radar DRBV-26C de la frégate CASSARD

Le radar Thomson-CSF Jupiter IIS / DRBV-26C / TRS-3011 reçoit un nouvel émetteur à compression d'impulsion et état solide formé de seize modules, avec une capacité d'antibrouillage. La fréquence d'émission est stabilisée par un synthétiseur, ce qui permet des  traitements de signaux plus élaborés  dont des filtrages Doppler par transformation de Fourier rapide. Un système IFF est intégré à l'antenne. Le radar peut suivre soixante-quatre pistes et transmettre les données à un système tactique de type TAVITAC. Il présente une portée de 360 km .
La fiabilité de l'ensemble est améliorée avec une durée de fonctionnement sans défaut de 6 060 heures pour les modules émetteurs et un temps moyen entre pannes de 2 180 heures pour l'ensemble émetteur. Les modules peuvent être réparés sans éteindre l'équipement, avec un temps de travail de quelques minutes.
Le système entre en service en septembre 1991 sur la frégate anti-aérienne Jean-Bart et équipe  cette classe de navires :
- La Classe Cassard
  - Le Cassard (D614) en refonte en 1992[36]
  - Le Jean Bart (D615).

### DRBV-26D

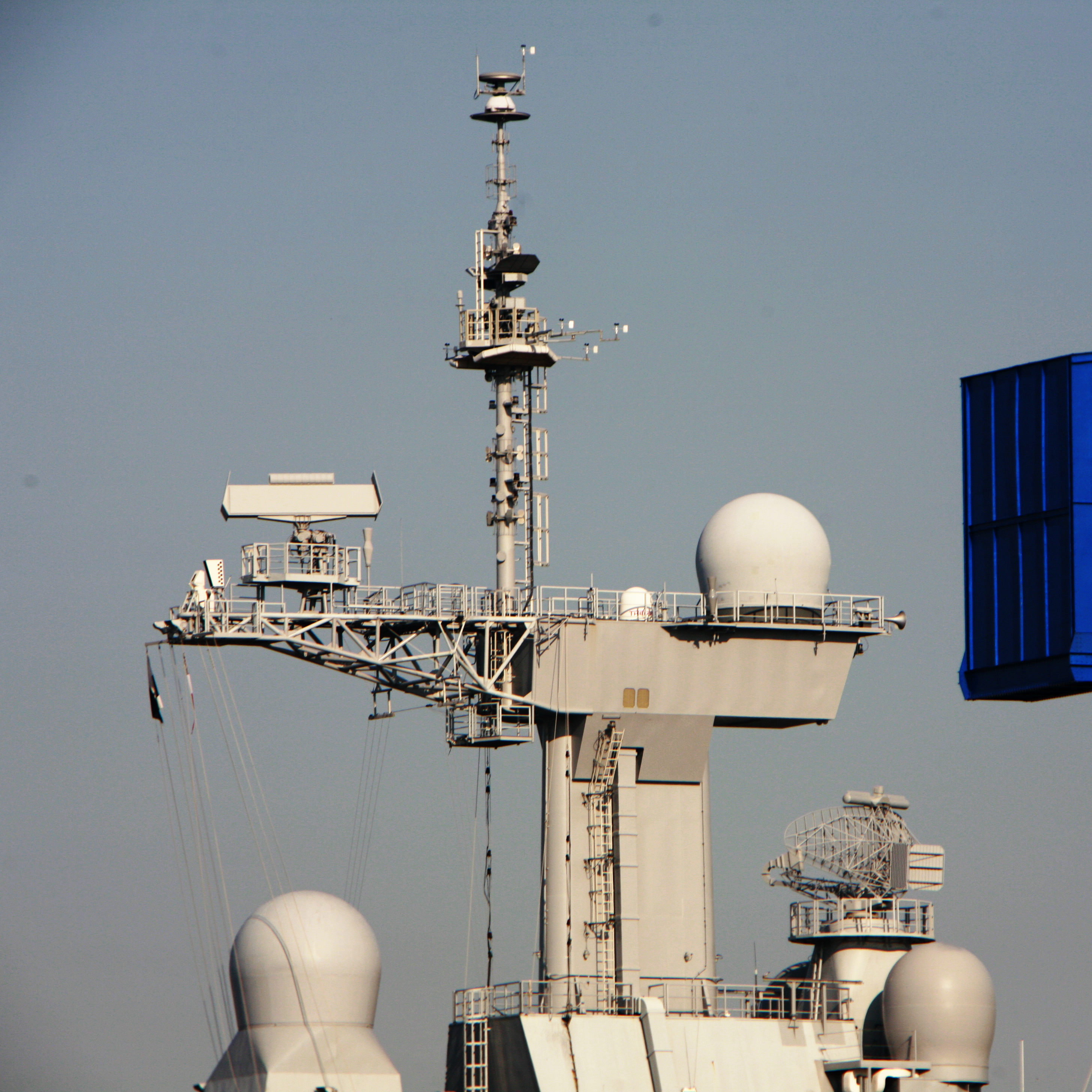
Radar DRBV-26D du porte-avions Charles De Gaulle à droite

Le radar Thomson-CSF Jupiter 08 / DRBV-26D combine l'installation électronique, l'émetteur état solide du DRBV-26C avec un traitement de signal de nouvelle génération et l'antenne réseau à commande de phase du radar Signaal LW.08, dotée de plus grandes capacités électriques et  d'élévation. Il présente une portée de 500 km.
Ce radar est mis en service sur trois classes de navires pour un total de dix unités :
- Le Charles de Gaulle (R91) en 2001

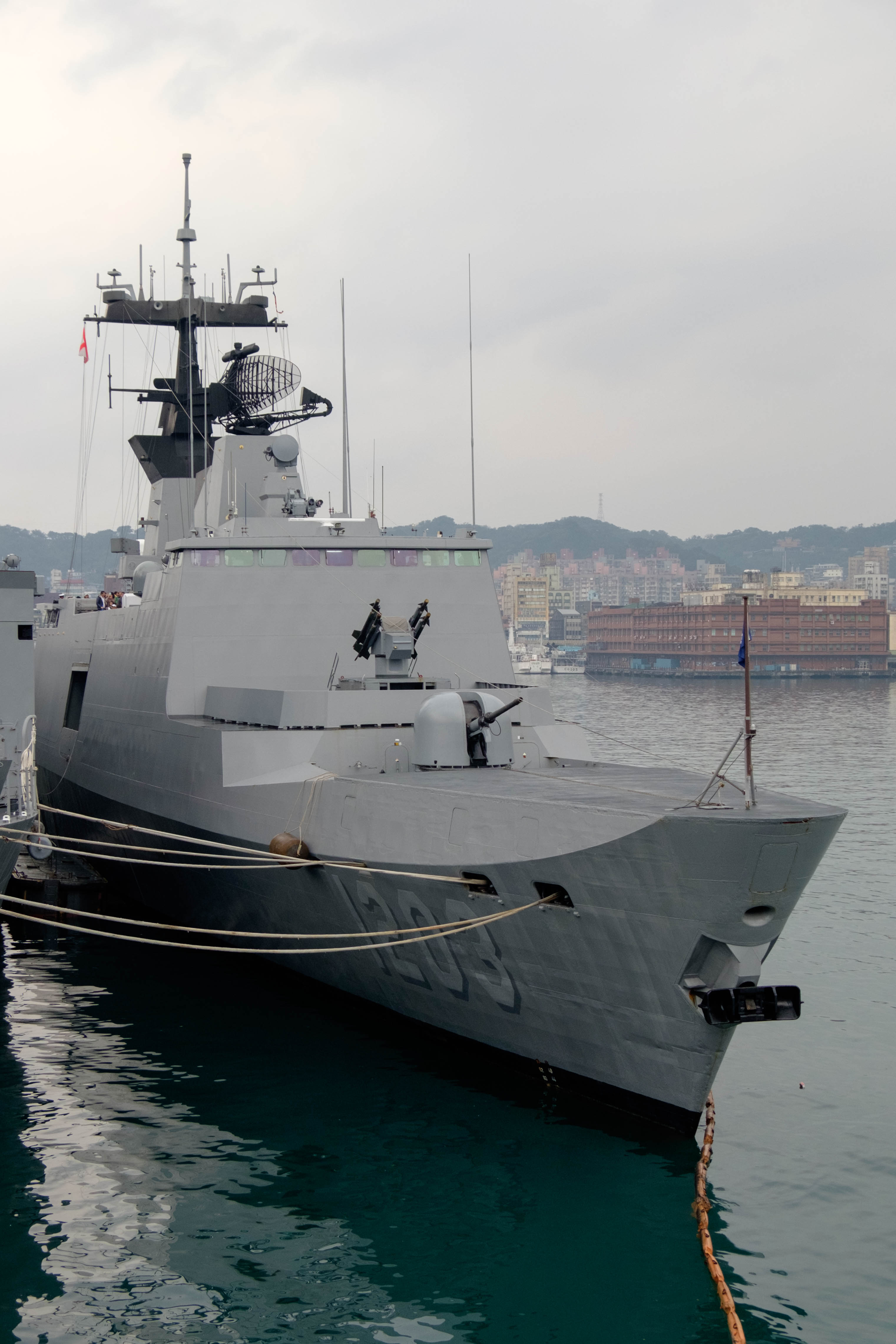
Radar DRBV-26D de la frégate ROCN Si Ning (PFG-1203)

- La Classe Kang Ding en 1996[37]
  - Kang Ding (FFG-1202)
  - Si Ning (FFG-1203)
  - Kun Ming (FFG-1205)
  - Di Hua (FFG-1206)
  - Wu Chang (FFG-1207)
  - Chen De (FFG-1208)
- La Classe F 3000 S en 2002[38]
  - Al Riyadh (812)
  - Al Makkah (814)
  - Al Damman (816)

## Dérivés

### DRBV-21A

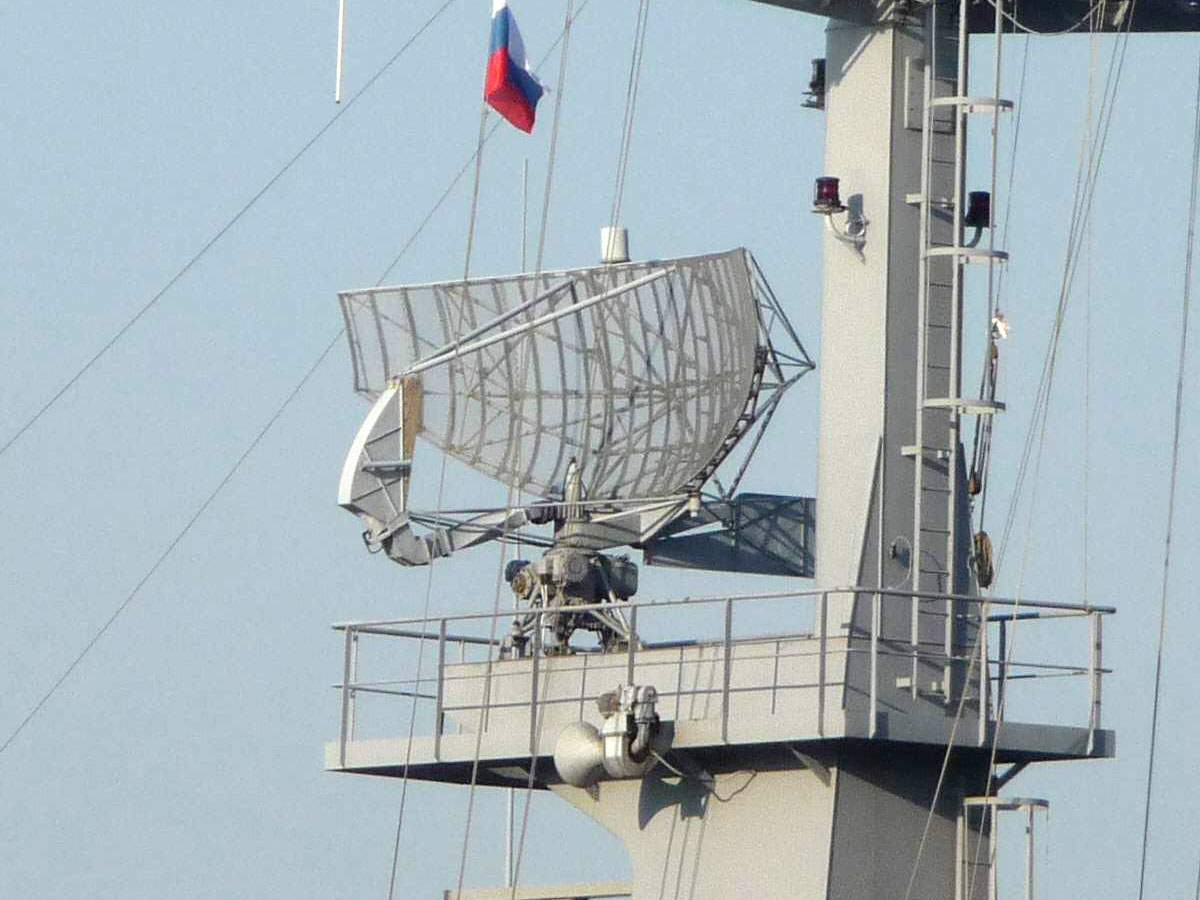
Radar DRBV-21A de la frégate F734 Vendémiaire à Vladivostok

Le radar Thomson-CSF Mars / DRBV-21A / TRS-3015 est constitué de l'antenne d'un DRBV-22A et deux sous-ensembles modifiés du DRBV-26C, son émetteur état solide porté de 16 à 32 éléments et son installation électronique au volume réduit. Le modèle Mars 05 est une variante où l'antenne du DRBV-22A est remplacée par celle du radar Signaal DA.05.
Caractéristiques techniques,
| Caractéristiques | Données |
| ---------------- | ------- |
| RPM              | 12      |
| Portée           | 300 km  |
| Gain             | 26 dB   |
| Masse            | 600 kg  |

Une base navale de l'océan Pacifique, un centre d'entraînement et deux classes de navires de la Marine nationale française reçoivent ce radar :
- La classe Foudre[41],
  - TCD Foudre (L9011) à partir de 1997 en refonte[42]
  - TCD Siroco (L9012)

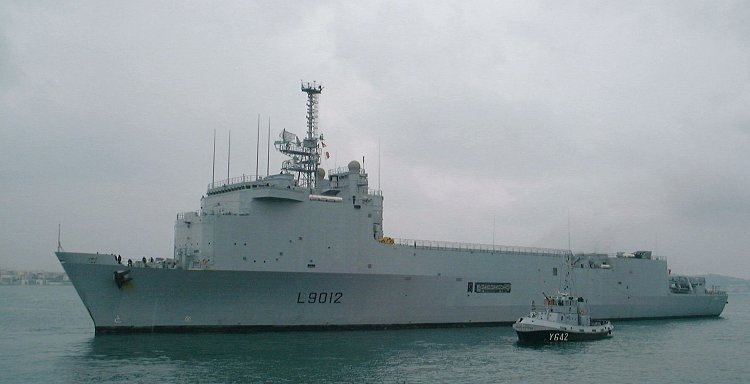
Radar DRBV-21A du Siroco

- La classe Floréal à partir de 1992[43],
  - Floréal (F 730)
  - Prairial (F 731)
  - Nivôse (F732)
  - Ventôse (F733)
  - Vendémiaire (F734)
  - Germinal (F735)

### DRBV-27
Le radar Astral / DRBV-27 / TRS-3505,  est un radar tridimensionnel à antenne planaire et compression d'impulsion numérique. Il combine les installations électroniques du DRBV-26C et une nouvelle antenne planaire d'une masse de 3 500 kg, où l'élévation du faisceau est réalisée électroniquement jusqu'à 45°.
Cet équipement est conçu pour répondre aux fonctions de veille aérienne à longue portée dans le cadre du programme de frégate classe Horizon. Il échoue face au radar S1850M dérivé du SMART-L (Thales Nederland) et ne connaît pas de mise en production.

## À voir